# Přehrada Desná
Přehrada Desná (známá též pod označením Protržená přehrada či hovorově Protrženka) bylo vodní dílo vybudované na Bílé Desné v Jizerských horách. Impulzem pro její výstavbu se staly záplavy, které oblast podhůří těchto hor ve druhé polovině 19. století postihovaly. Projekt na výstavbu přehrady zpracoval pražský inženýr Wilhelm Plenkner, jenž navrhl soustavu přehrad na Bílé a Černé Desné, jež by spojovala štola umožňující převedení vody z jedné přehrady do druhé. Obě zmíněné přehrady byly navrženy jako zemní sypané. Jejich výstavba probíhala v letech 1912 až 1915 současně. Během stavby však oblast postihly intenzivní deště, které budované dílo poškodily, a navíc začala první světová válka, jež si vynutila úsporná opatření, která se promítla do kvality stavby.
Přehrada na Bílé Desné včetně spojovací štoly byla dokončena během září 1915 a v listopadu proběhla její kolaudace. Zhruba deset měsíců poté spatřili dva lesní dělníci odpoledne 18. září 1916 pramínek vytékající z tělesa hráze. O svém nálezu informovali hrázného a ten o situaci zpravil správce stavby, od něhož dostal příkaz k okamžitému otevření uzávěrů v tělese přehrady. Pramen vytékající z hráze ale nabíral na intenzitě a dělníci otevírající uzávěry se báli o své životy. Místo proto raději opustili, kvůli čemuž zůstaly uzávěry otevřeny jen z části. Sedmdesát minut po zpozorování pramínku se celá hráz přehrady protrhla a z nádrže se vyvalila nashromážděná voda. Ta svou intenzitou ničila domy stojící v údolí pod přehradou a vyžádala si i oběti na lidských životech. Navíc valící se vodě pomáhaly jako beranidlo klády, jež původně ležely uskladněné u pily nad Desnou. Katastrofa si vyžádala 65 lidských životů, 33 zničených a 69 poškozených domů; 307 osob zůstalo bez přístřeší.
Za příčinu neštěstí byl považován nevhodně zvolený materiál tělesa hráze spolu s jeho nedostatečným hutněním. Studie zpracovaná roku 1996 ovšem tyto příčiny vyloučila a jako příčinu protržení hráze identifikovala průsak vody tělesem přehrady, neboť jeho těsnění nebylo projektantem navrženo dostatečně. Soudní proces vedený kvůli protržení přehrady trval 17 let a skončil osvobozením obžalovaných s odůvodněním, že za katastrofou stála geologická porucha nacházející se v takové hloubce, kde již tehdy nebylo vyžadováno provádění zkušebních sond.
Z protržené přehrady se dochovala šoupátková věž spolu se štolou k Soušské přehradě. Ve štole našli své zimoviště netopýři. Evidováno zde bylo celkem jedenáct druhů. Vstup do štoly je zakázán a od roku 2005 je zimoviště prohlášeno za evropsky významnou lokalitu. Turistům je v okolí přehrady k dispozici naučná stezka se šesti zastaveními.

## Lokalita
Přehrada se nacházela v jihovýchodní části Jizerských hor, severozápadně od měst Desná a Tanvald, v katastrálním území Albrechtice v Jizerských horách. Jihozápadně od přehrady se nachází samota Mariánskohorské boudy, v níž bývali ubytováni dělníci pracující v okolních lesích. Lokalita je součástí chráněné krajinné oblasti Jizerské hory, přičemž štola spojující přehradu na Bílé Desné se Soušskou nádrží je od roku 2005 z důvodu tamního zimování netopýrů zařazena mezi evropsky významné lokality.
Oblast je součástí Českého masivu, čímž se řadí k nejstarším částem evropské pevniny. Tvoří ji žula a granodiority karbonového stáří. Geomorfologicky patří do České vysočiny, do její Krkonošsko-jesenické subprovincie, v níž je jedním z prvků Krkonošské oblasti. V jejím rámci se řadí do Jizerské hornatiny, jejího podcelku Soušská hornatina, ve kterém je součástí Milířské vrchoviny. Údolí, v němž se přehrada nacházela, vymezuje ze severní strany vrch Jizera (1122 m n. m.), na východě Zelený vrch (967 m n. m.) a ze západu vrchol Milíře (1002 m n. m.).

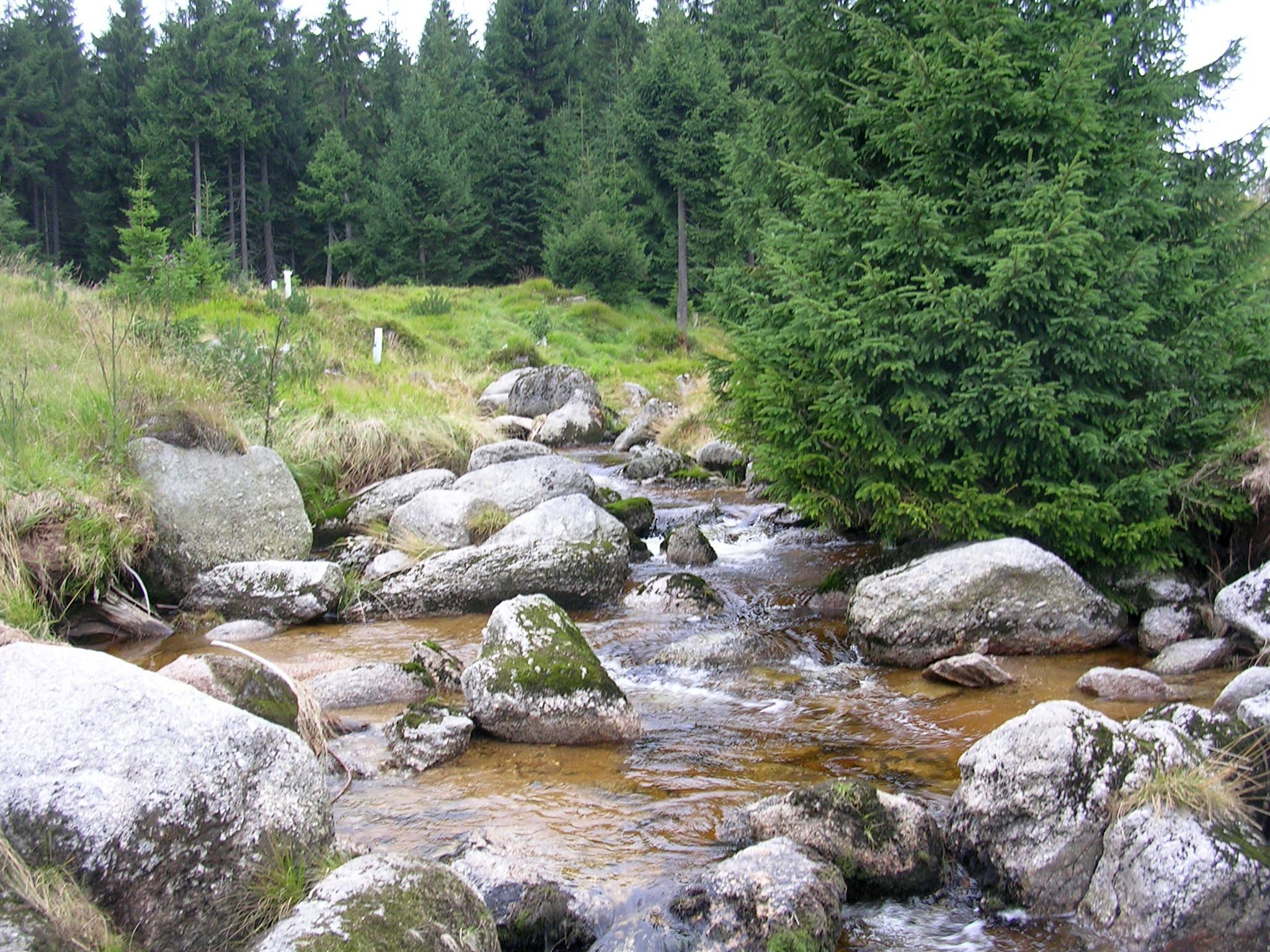
Koryto Bílé Desné nad Protrženou přehradou

Lokalita přehrady se řadí k úmoří Severního moře a protéká tudy Bílá Desná, jež se vlévá do Černé Desné a ta do Kamenice, která se u Spálova vlévá do Jizery. Tato řeka je u Lázní Toušeň pravostranným přítokem Labe. Z klimatického hlediska je území bývalé přehrady podle Quittovy stupnice řazeno do chladné oblasti označované kódem CH7 vyznačující se 120 až 140 dny s teplotou alespoň 10 °C. Průměrná lednová teplota se v této oblasti pohybuje mezi −3 a −4 °C, v dubnu bývá mezi 4 a 6 °C, během července se nejčastěji vyskytuje v rozmezí od 15 do 16 °C a v říjnu je průměrná teplota udávána mezi 6 a 7 °C. Obvykle ve 120 až 130 dnech se vyskytují srážky s celkovým úhrnem alespoň 1 mm na metr čtvereční. Po dobu 100 až 120 dnů se v oblasti vyskytuje sněhová pokrývka.

## Historie

### Důvody výstavby
V Jizerských horách docházelo během druhé poloviny 19. století k intenzivním přívalovým dešťům, jejichž následkem na zdejších potocích vznikaly povodně. Nejhorší z nich se udála v červenci roku 1897. Sedmnáctého toho měsíce začalo vydatně pršet a o 12 dní později – 29. července 1897 – zaznamenala meteorologická stanice na Nové Louce nejvyšší denní úhrn srážek, kdy za 24 hodin napadlo na plochu 1 m² celkem 345,1 litrů vody. Následkem těchto vydatných srážek se rozvodnily řeky a pod vodou se ocitla i část Liberce. Na povodí Jizery a Nisy došlo ke škodám vyčísleným na české straně na 9,5 milionu rakouských korun a v Sasku na 1,2 milionu. Povodeň si navíc jen na české straně vzala 120 lidských životů.

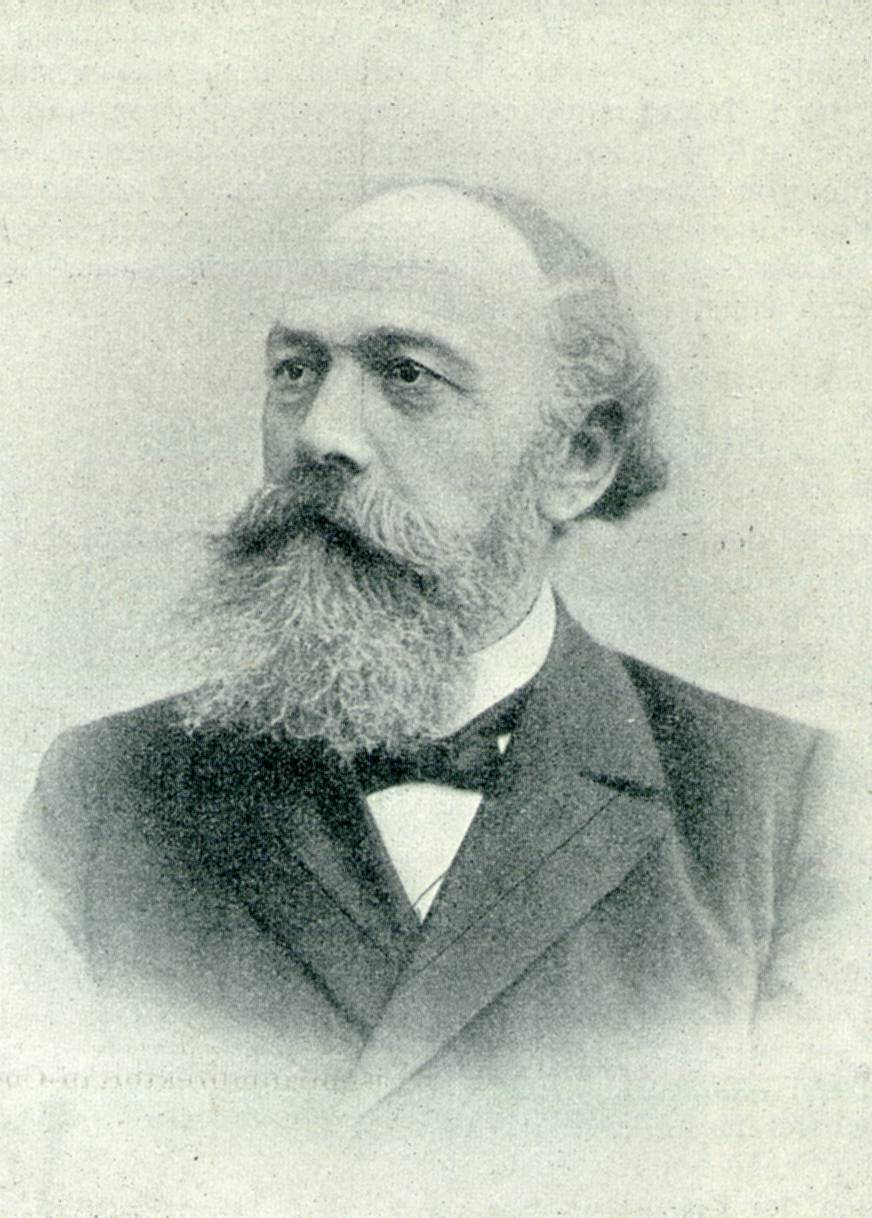
Německý odborník na výstavbu přehrad dr. Otto Intze

Tyto události si vyžádaly nutnost výstavby protipovodňových opatření. Roku 1899 se v Liberci uskutečnila přednáška univerzitního profesora Dr. Ing. Otto Intze z německých Cách na téma „Výstavba údolních přehrad a jejich národohospodářský význam“. Následně 25. září toho roku vzniklo „Vodní družstvo pro regulaci toků a výstavbu údolních přehrad v povodí Zhořelecké Nisy pro město Liberec a zemské okresy Jablonec nad Nisou, Chrastavu a Frýdlant“, jehož členy se stali vedle místních průmyslníků také zástupci zdejších obcí a okresů. V polovině ledna 1901 přednesl profesor Intze v libereckém muzeu další přednášku, tentokrát o projektu přehrad v povodí Lužické Nisy a i na základě této přednášky vzniklo následující rok „Vodní družstvo pro stavbu přehrady na Černé Desné“, jehož předsedou byl zvolen průmyslník Wilhelm Riedel.
Družstvo zpracovalo projekt přehrady, ale po jeho dokončení Zemská komise pro regulaci vodních toků rozhodla, že je třeba jej celý přepracovat nebo alespoň nechat posoudit profesorem Intzem. To se uskutečnilo na přelomu září a října 1904, kdy profesor do Rakouska-Uherska přijel a seznámil se tehdy nejen s projektem, ale současně si také prohlédl lokality na Souši a v povodí Bílé Desné. Navíc ještě v hotelu Sklář v Dolním Polubném přednesl přednášku za účasti podnikatelů z okolí. Přítomní posluchači začali následně do družstva vstupovat, a to pak změnilo svůj název na „Vodní družstvo pro regulaci toků a stavbu přehrad na Černé Desné, Bílé Desné a Kamenici v Dolním Polubném“. Při prohlídce Kamenice profesora v Horním Tanvaldu postihla cévní mozková příhoda a byl převezen do místní nemocnice. Jeho zdravotní stav se ale již poté nezlepšil a po návratu zpět do Německé říše 28. prosince 1904 ve věku 61 let v Cáchách zemřel.

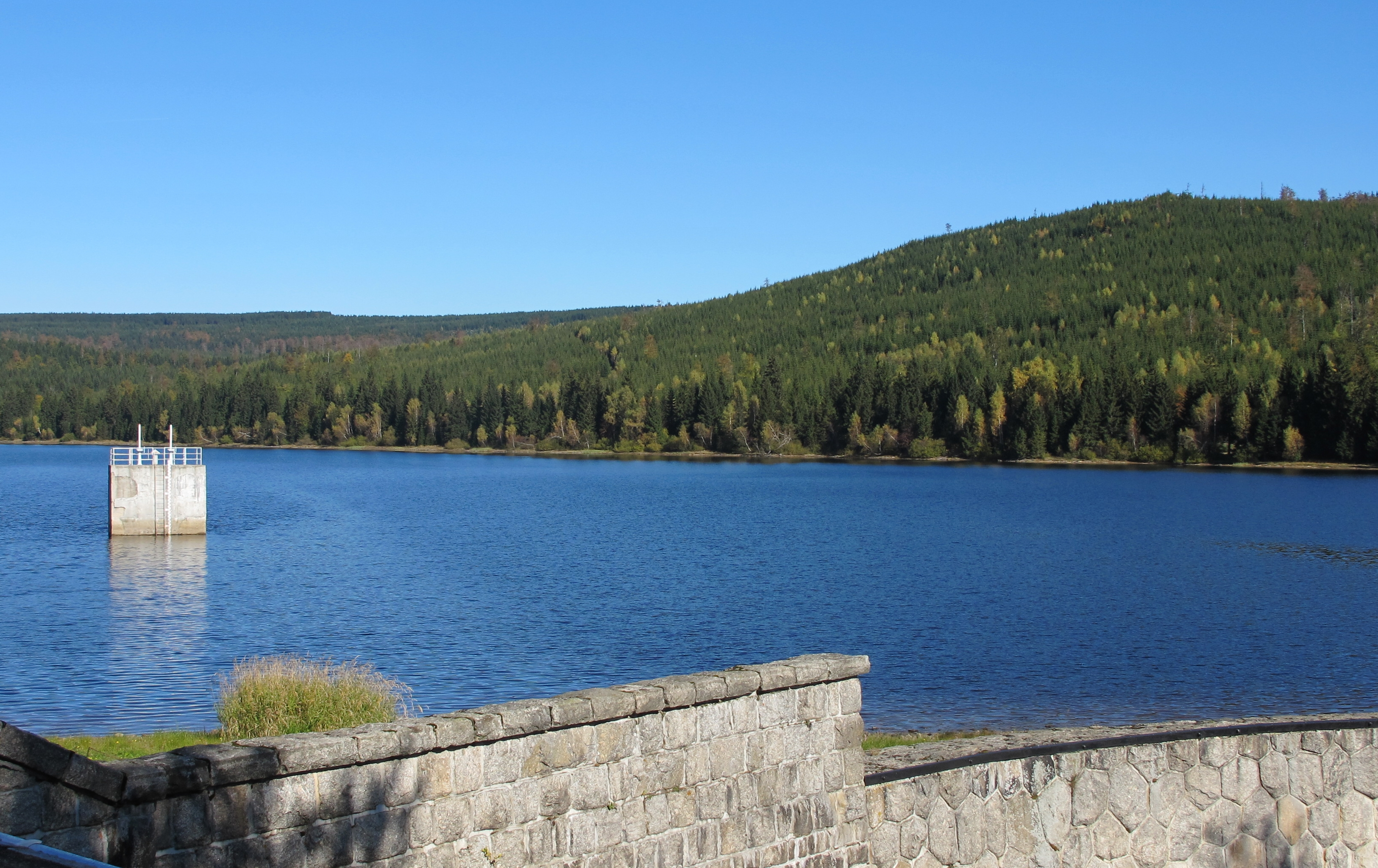
Přehrada Souš, se kterou byla přehrada na Bílé Desné spojena štolou

Další práce na přehradě družstvo svěřilo Ing. Wilhelmu Plenknerovi z Prahy. Ten v roce 1906 navrhl celou soustavu přehrad v povodí řeky Kamenice. Jedna měla vyrůst na Bílé Desné, druhá na Černé Desné a tyto dvě přehrady měly být propojeny štolou, která by během povodní zajišťovala převod vody z jedné do druhé. Podobnou dvojici vodních děl naplánoval také na Blatný potok a na Kamenici a také zde je měla spojovat štola. Během jednání o technickém řešení a žádostech o subvence se nakonec podařilo prosadit pouze jednu dvojici přehrad, a sice tu v povodí Desné. Obě přehrady byly navrženy jako zemní sypané, neboť skalní masiv, do nějž by se umístily základy gravitační hráze, se nacházel příliš hluboko pod vrstvou sedimentů. Koruna hráze na Bílé Desné dosahovala délky 172,8 metrů a šířky 5,5 (jiné zdroje uvádějí jen 5,2) metrů. U paty dosahovala hráz šířky 54 metrů. Výška koruny hráze nad terénem činila 17,5 metru a stejná byla i maximální hloubka vody. Objem nádrže činil 400 000 kubických metrů vody a přehrada zatopila plochu o výměře 8,4 hektaru.

### Výstavba
Vodní díla – jak na Bílé, tak na Černé Desné – se stavěla souběžně. To na Bílé Desné spolu s propojovací štolou budovala pražská firma Franz Schön a synové, která své práce zahájila 17. října 1912. Řídil je Ing. Emil Gebauer a dozor vykonávali Ing. August Klammt spolu s Ing. Karlem Podhajským. Ve dně údolí byla vybudována betonová štola, která ležela na dvou podélných betonových pasech založených na zaražených dřevěných pilotách. Jí se během výstavby převáděla přes staveniště voda Bílé Desné. Základy přehrady byly uloženy v hloubce až 5 metrů. Na výstavbu vlastní sypané hráze se používala zemina získaná ze zemníků v plánovaném zatopeném území. Do místa hráze se zemina nasypávala po čtyřiceticentimetrových vrstvách a následně se zhutňovala třítunovým válcem. U návodního svahu, jenž měl sklon 1:2, byl vybudován těsnicí plášť s kamennou dlažbou na povrchu. Korunu hráze a vzdušní líc (mající sklon 1:1,5) zpevňovalo zatravnění. K převádění velkých vod během povodní byl na pravém břehu přehrady postaven bezpečnostní přeliv, na který do údolí navazoval odtokový kanál s kaskádou stupňů. Hrana tohoto bezpečnostního přelivu se nacházela o 40 centimetrů výše než u druhého bezpečnostního přelivu, jenž byl zbudován na levém úbočí. Jeho spadiště ústilo do spojovací štoly vedoucí k Černé Desné.

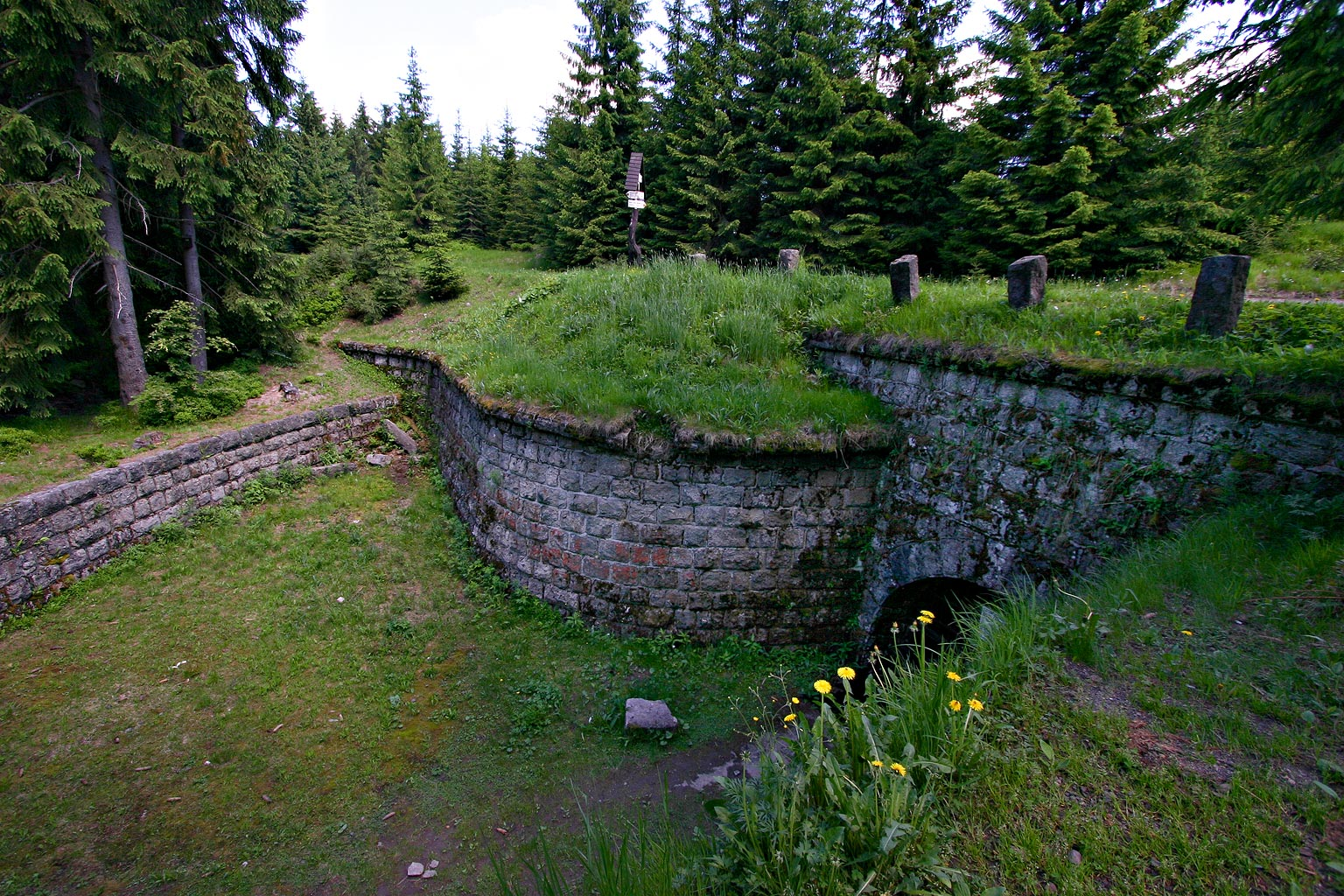
Bezpečnostní přeliv spolu s ústím štoly k Soušské přehradě

Ražba této výpustní štoly, která dosahuje délky 1150 metrů a je vedena v nadmořské výšce 810 metrů, probíhala souběžně se stavbou přehrady. Štola o průřezu 3 × 3 metry je vyražená ve skále a pouze v krátkých úsecích je opatřena obezdívkou. Kanál je zcela přímý a mírně klesá ve směru od západu na východ. Výpustní štola spolu se šoupátkovou věží byla uložena na betonovém roštu.
Výstavbu přehrady provázely obtíže. Ve dnech 18. až 20. srpna 1913 zasáhly oblast intenzivní deště, jejichž následkem došlo k poškození rozestavěného díla. Přibližně v polovině letních prázdnin roku 1914 (26. července) vypukla první světová válka a v rakousko-uherské monarchii došlo k inflaci, jež si během stavby vynutila úsporná opatření, která se následně promítla do kvality budované přehrady.
Stavba přehrady i spojovací štoly byla dokončena během září 1915, avšak již 1. června toho roku došlo k jejímu prvnímu zkušebnímu napuštění, kdy zadržela vody z letních přívalových dešťů. Náklady na stavbu dosáhly 484 tisíc rakouských korun. Dne 18. listopadu 1915 proběhla za nepříznivého počasí kolaudace přehrady komisí vedenou Ing. Karlem Podhajským. Ve stejný den proběhla také kolaudace přehrady na Černé Desné.

### Protržení

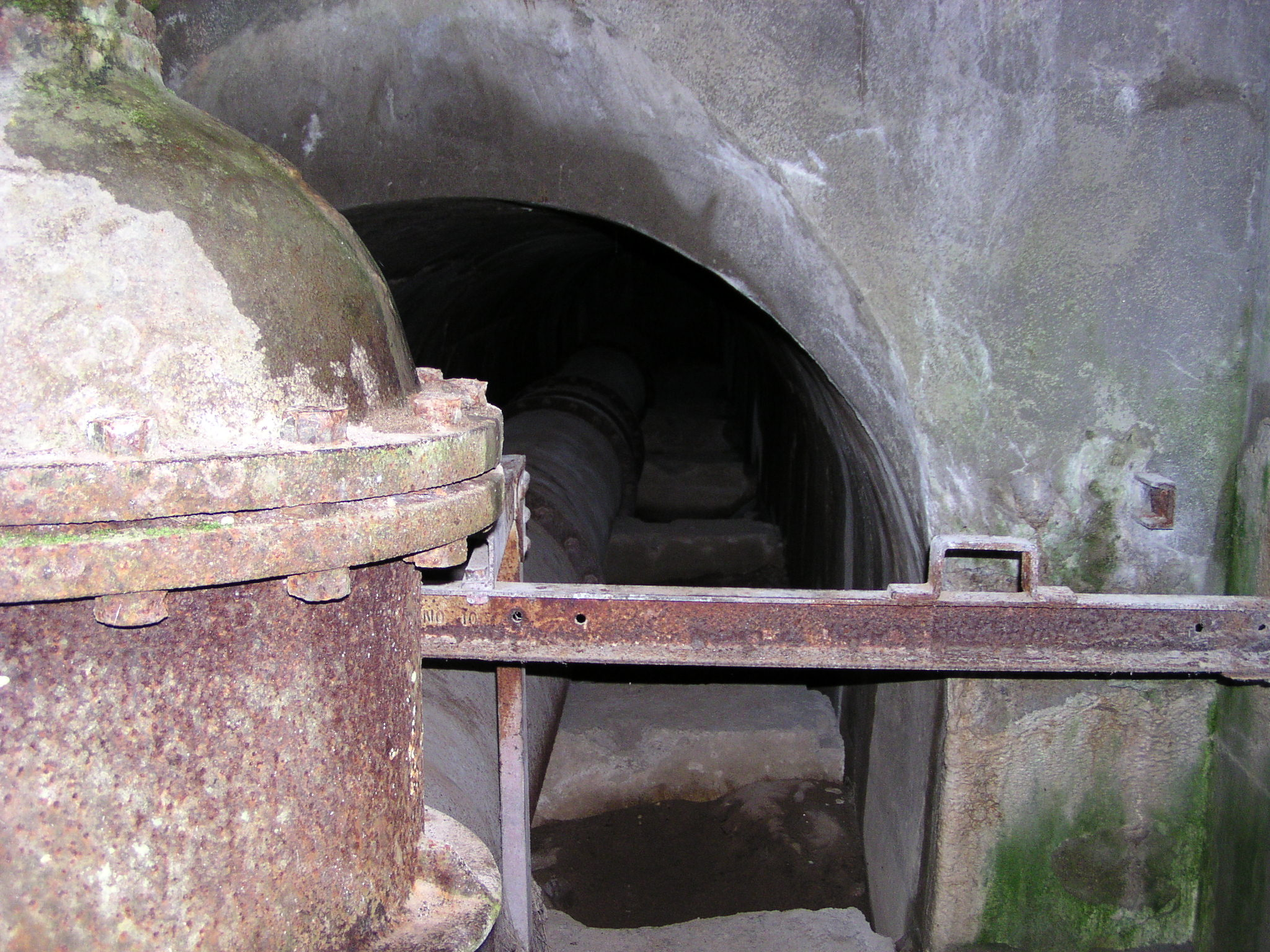
Pohled do šoupátkové věže

Svému účelu sloužila zkolaudovaná přehrada přibližně deset měsíců, až do pondělí 18. září 1916. Tehdy byla nádrž asi ze dvou třetin naplněná vodou (nacházelo se v ní 260 000 m³ vody). Odpoledne, v 15.30 hodin, si dva náhodně kolemjdoucí lesní dělníci všimli pramínku vody o tloušťce přibližně 2 centimetrů, který prýštil z tělesa hráze. Na svůj nález ihned upozornili hrázného, jenž, byť stav přehrady chvíli předtím kontroloval, si ničeho neobvyklého nevšiml. Okamžitě proto volal telefonem do kanceláře Vodního družstva v Dolním Polubném, aby je informoval o situaci. Správce stavby Ing. Emil Gebauer nařídil na přehradě otevřít oba uzávěry. Tento příkaz se pokoušel hrázný splnit spolu s dělníky. Jenže již v 15.55 tryskala voda tak intenzivně, a ze stále se zvětšujícího otvoru metal tlak vody písek a kameny, že dělníci ve strachu o své životy místo opustili, a uzávěr tak zůstal otevřený jen ze tří čtvrtin.
O 16. hodině dostaly poštovní úřady obcí nacházejících se na toku potoka pod přehradou informaci, aby předaly majitelům jezů a náhonů upozornění, že teď „nějaký čas poteče korytem více vody“. Za dalších 15 minut se již začala propadat dlažba na návodní straně hráze a do obcí pod přehradou přišlo hlášení: „Alarmujte hasiče, hráz se protrhla!“ Za sedmdesát minut po zpozorování prýštícího pramínku dělníky, tedy v čase 16.40 hodin, se hráz protrhla a z přehrady se otvorem o šířce 18 metrů naplno začala valit voda. Krátce před 17. hodinou se již z lesa začalo ozývat temné dunění, vrcholky stromů se chvěly a nad nimi se vznášela oblaka prachu.

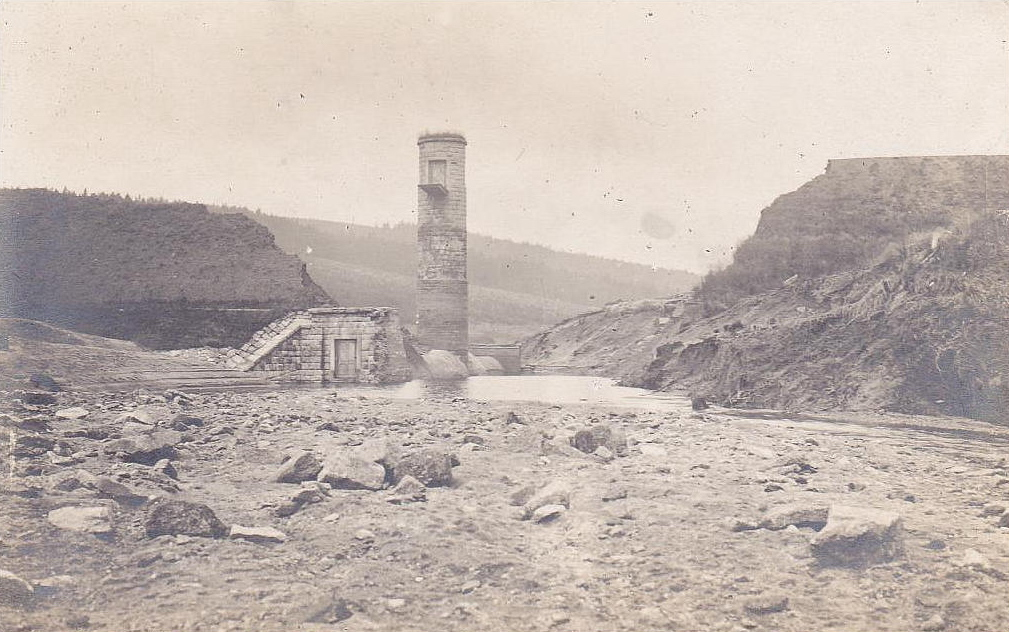
Pohlednice zachycující přehradu na řece Desné krátce po jejím protržení dne 18. září 1916

Prvním objektem, na který masa vody narazila, byla panská pila s hájovnou, u níž se nacházely složené zásoby zpracovaného dřeva. Objekt voda smetla tak dokonale, že nebylo možné rozpoznat, kde domy stály. Zde navíc živlu padl za oběť i první člověk, a sice dvanáctiletá dcera majitele, která jako jediná zůstala doma. U pily složené dřevo (o objemu 5 tisíc plnometrů), jež vzala voda s sebou, následně působilo jako beranidlo a spolu s balvany, které voda unášela, likvidovalo vše, co jim stálo v cestě. Lidé ze svých domů utíkali na okolní stráně a v ohromení sledovali katastrofu. Ti, kteří z domů neutekli nebo se ještě snažili zachránit něco ze svého majetku, za svou snahu zaplatili životem. Domy i s lidmi se totiž nárazem povodňové vlny bortily jako domečky z karet.
Železniční trať a viadukt v dolní části Desné zachytávaly část pevného obsahu, který voda přinesla, a mírnily tak její intenzitu. V Tanvaldu (vzdáleném od přehrady přibližně 8,5 kilometru) již voda zaplavovala „pouze“ sklepy, odnášela kůlny a ničila vybavení zdejších továren. Pozemky blízko řeky zaplavovala voda ještě v Železném Brodě (vzdáleném asi 25 kilometrů) a v Mladé Boleslavi, která je od přehrady vzdálena cca 80 kilometrů, stoupla hladina vody v Jizeře o 20 centimetrů.

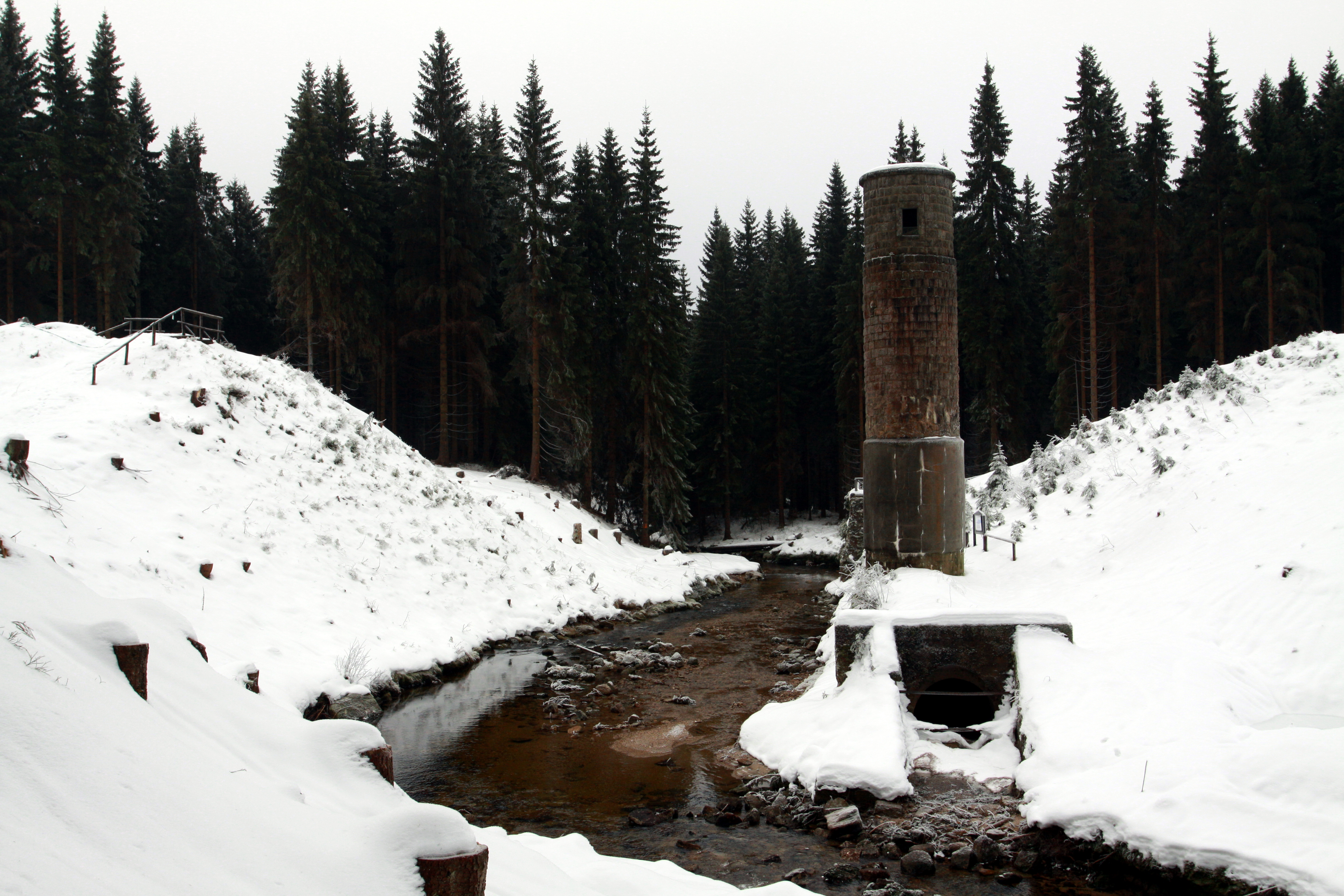
Protržená přehrada s tokem Bílé Desné (stav v zimě 2013)

Po asi půl hodině, během níž každou vteřinou z přehrady do údolí vytékalo 150 krychlových metrů vody, byla přehrada prázdná. Údolí Jizerských hor, jímž říčka protékala, lemovaly trosky budov, louky i zahrady pokryly nánosy písku nebo kamení a po stromech visela těla obětí či uhynulých zvířat. Kolem toho zmateně pobíhali lidé, kteří se sháněli po svých blízkých. I během nastalé noci se mezi troskami pohybovala světla svíček a luceren, jak lidé stále pátrali po svých známých. Následující den (19. září) zdravotní oddíl prohledával oblast a hledal oběti, jež následně přemisťoval do márnice. Do postiženého území byl povolen vstup pouze držitelům speciálních povolenek. Dalšího dne přijel do Desné oddíl 200 ženistů ze 44. maďarského pěšího regimentu, kteří začali s budováním nových cest a mostů. Trosky zas odklízeli ruští váleční zajatci. Jedenadvacátého září ve 14 hodin se na místo neštěstí přijel podívat zemský místodržící hrabě Max Julius Coudenhove, vyjádřil postiženým účast a přislíbil jim finanční pomoc. V sobotu 23. září 1916 se od 15.30 hodin konal na hřbitově v Desné pohřeb obětí katastrofy, kterých bylo celkem 62 (podle výzkumů provedených v 21. století kronikářkou z Desné a uveřejněných roku 2015 si ovšem neštěstí vyžádalo 65 obětí), a o den později, v neděli, se ve městě za účasti tisíců lidí sloužily smuteční mše.

### Následky

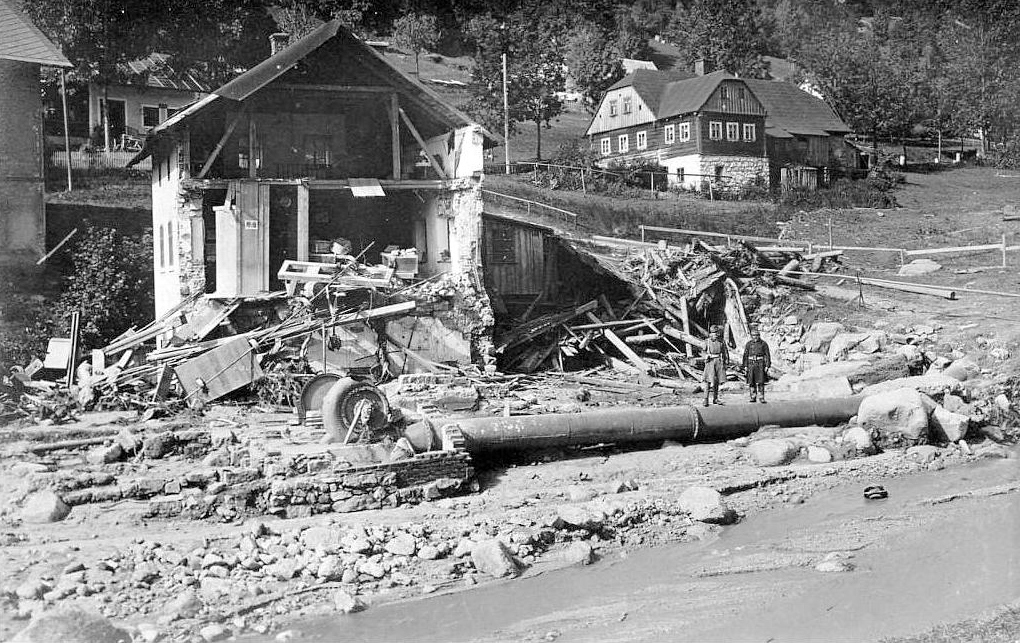
Obec Desná poté, co jí 18. září 1916 prošla velká voda z protržené přehrady

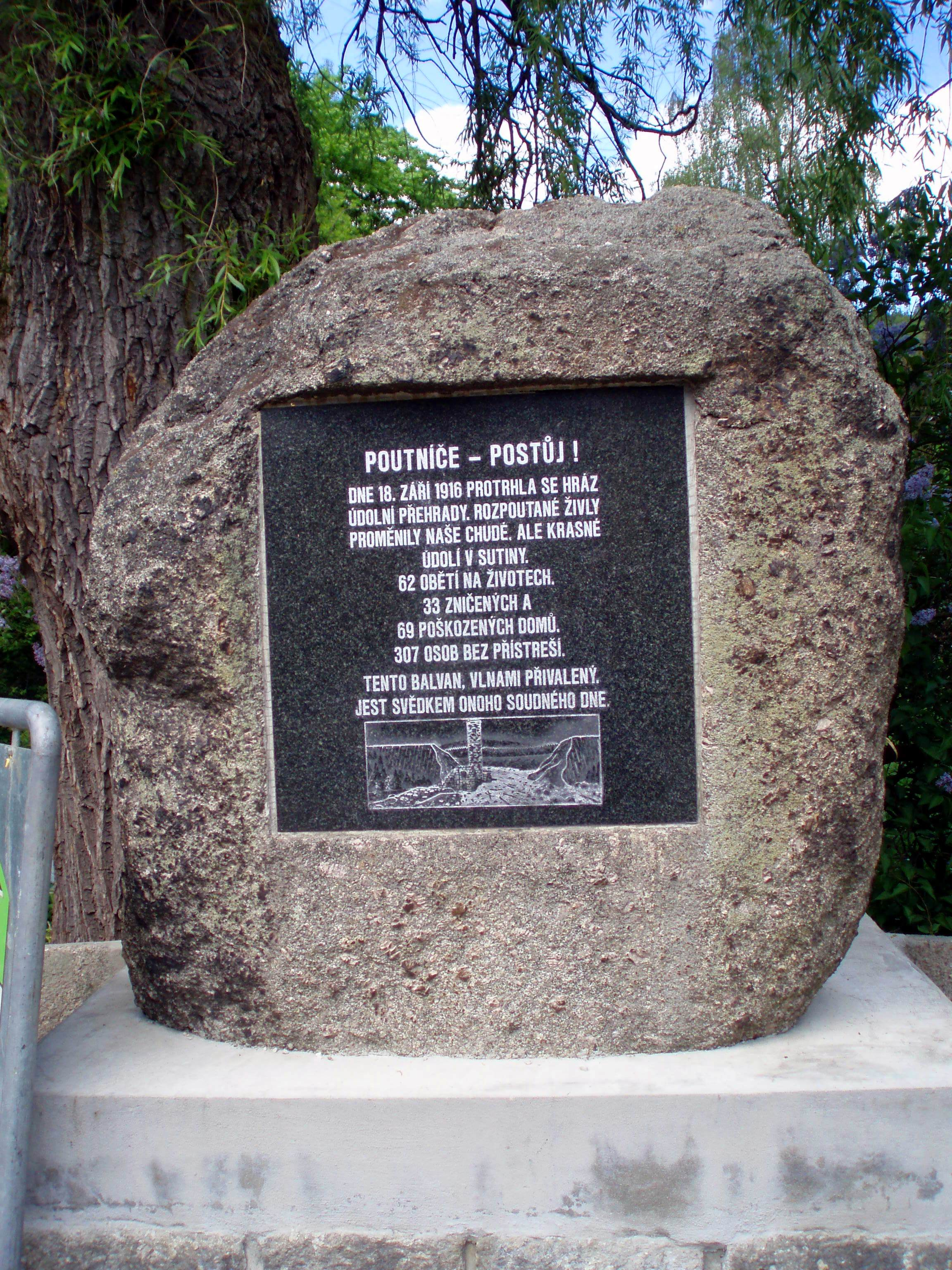
Pamětní kámen v Desné

Katastrofa vedle 65 obětí na lidských životech připravila o veškerý majetek 370 obyvatel. Celkem 95 rodin zůstalo bez přístřeší a 1020 osob ztratilo zaměstnání. Voda totiž zcela zničila 29 obytných domů a 11 brusíren skla. Dalších 69 domů vážně poškodila. Lidé v celém státě byli překvapeni měrou katastrofy, která ještě zmnožila dosavadní válečné útrapy obyvatel, a postiženým zasílali finanční pomoc. Další příspěvky přicházely také z továren, od vlády i ze zahraničí. Když se o katastrofě dozvěděl c. k. dvorní rada Ing. Karel Podhajský, přednosta technického oddělení c. k. místodržitelství, který na stavbě přehrady vykonával vrchní státní dozor, spáchal sebevraždu zastřelením.
Po konci první světové války došlo kvůli obavám z opakování katastrofy k vypuštění Soušské přehrady, jejíž stavba probíhala stejným způsobem. Zhodnotil se stav vypuštěného vodního díla a prověřovalo se i jeho podloží. Technické oddělení Zemského úřadu v Praze zpracovalo projekt a podle něj se v letech 1924 až 1927 provedla rekonstrukce přehrady, během níž se zvýšila těsnost zemního tělesa i podloží a zvětšil se také objem nádrže pro účinnější zachycování povodní.
Soudní proces trval 17 let a ukončil jej až osvobozující rozsudek Okresního soudu v Tanvaldu ze dne 29. září 1932. Za příčinu katastrofy soudní znalci označili geologickou poruchu nacházející se v takové hloubce, kde již tehdejší normy nevyžadovaly provádět zkušební sondy.
Dne 10. října 1937 byl za hojné účasti občanů v Desné odhalen památník katastrofy. Má podobu pamětní desky osazené do balvanu, který sem doplavila voda po protržení přehrady. Na desce je nápis:
Poutníče – Postůj! Dne 18. září 1916 protrhla se hráz údolní přehrady. Rozpoutané živly proměnily naše chudé, ale krásné údolí v sutiny.
62 obětí na životech, 33 zničených a 69 poškozených domů, 307 osob bez přístřeší. Tento balvan, vlnami připlavený, jest svědkem onoho soudného dne.
Text na desce na památníku katastrofy
Přehrada nebyla po katastrofě nikdy obnovena, byť existovalo celkem pět návrhů řešících její znovupostavení. Z přehrady dosud stojí pozůstatky protržené hráze spolu se šoupátkovou věží, která se nezřítila. Vody Bílé Desné, jež původně tekly vpravo od této věže, si po katastrofě upravily své koryto a nyní věž obtékají zleva. Dne 24. května 1996 došlo k prohlášení lokality za kulturní památku České republiky.
Neštěstí, k němuž na přehradě došlo, je považováno za největší v historii českého vodohospodářství a vedlo ke zpomalení vývoje i stavby sypaných zemních hrází po celém světě.

## Důvody protržení

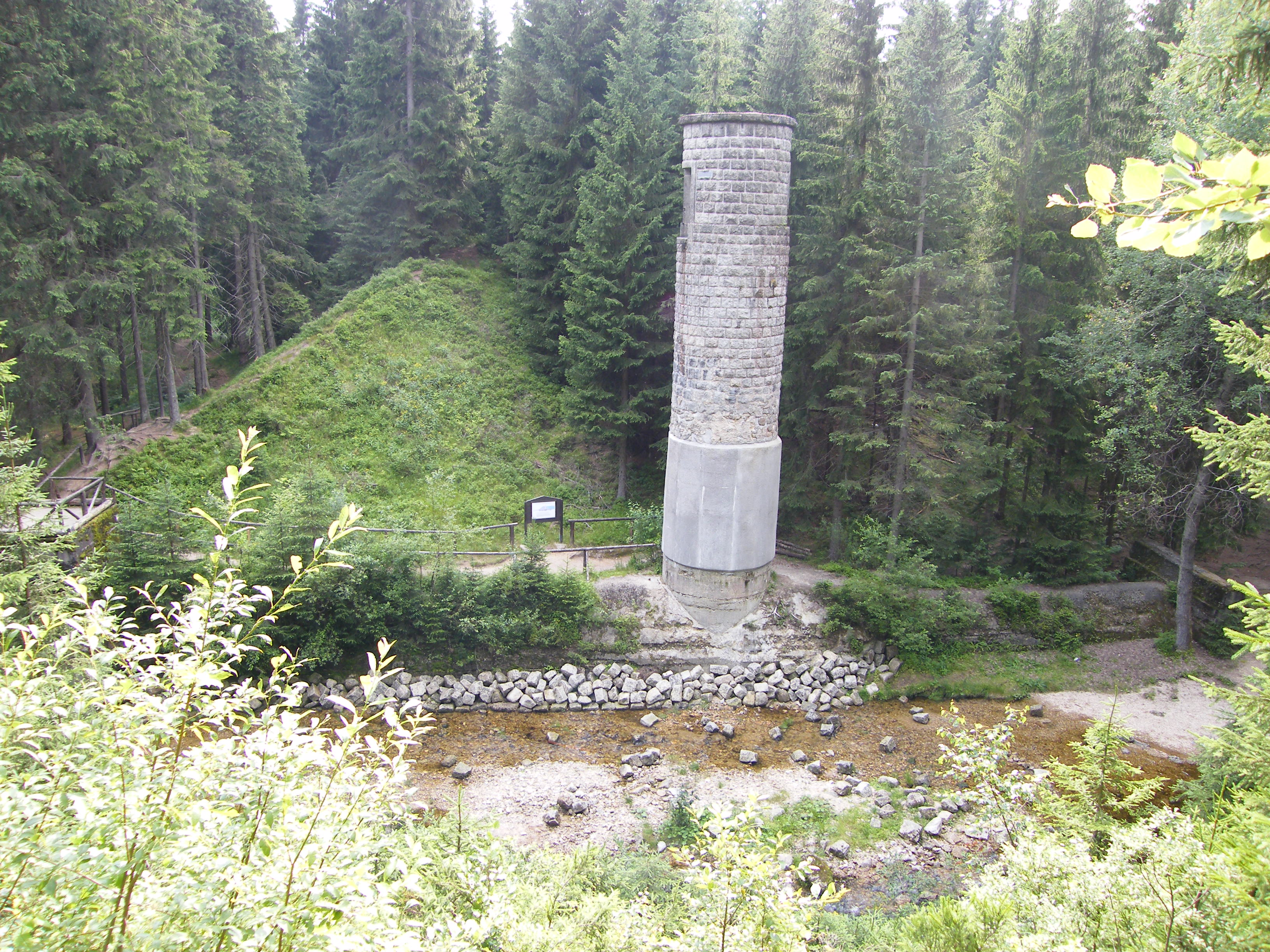
Zbytky přehrady v roce 2009

Za příčinu protržení bývá uváděno několik faktorů. Vina se dávala nevhodně zvolenému materiálu využitému při sypání hráze a zpochybňovala se také dostatečnost hutnění tohoto materiálu, neboť výška hutněných vrstev (40 centimetrů) se zdála s ohledem na hmotnost používaného hutnícího válce (3 tuny) příliš značná. Soudní znalci též vinili vodu, která měla do tělesa hráze vnikat nedostatečně účinným těsněním na návodním líci přehrady. Další experti přisuzovali příčinu protržení hráze podzemním vodám, o čemž měly svědčit nálezy dutin a kanálů vymletých těmito vodami.
Roku 1917 zpracoval Ing. Antonín Smrčka analýzu příčin protržení přehrady, v níž identifikoval nedostatky jak v samotném projektu vodního díla, tak i během jeho výstavby. Vedle nedostatečného zhutňování ukládaných vrstev zeminy shledával příčiny také v malé šířce hráze v jejím základu, která tak umožňovala nepřijatelnou rychlost prosakování vody v podloží. Problémem měl být i chybně zvolený materiál tělesa hráze, jenž neměl vhodné těsnicí parametry. Pochybení spatřoval též v umístění výpustního objektu, který protínal těsnění hráze pod vodní hladinou na návodní straně. Výpustné štole vytýkal její založení na pilotovém roštu, jenž podle Smrčky umožňoval nestejné sedání hráze a výpustné štoly, což zapříčinilo vznik příčných trhlin v tělese hráze. Navíc těsnicí štětová stěna v návodní patě hráze podle této analýzy nemohla být vodotěsná, protože byla budována do kamenitého materiálu, který se v těchto místech nacházel. Za problematické označil také hloubení rýhy pro výpustní štolu a beranění pilot při jejím zakládání, při němž mohlo dojít ke zvýšení propustnosti zeminy v okolí.
U příležitosti 80 let od protržení (roku 1996) zpracovala pražská společnost „Stavební geologie – Geotechnika“ studii, v níž stanovila příčinu havárie přehrady. Vyloučila v ní jako příčinu protržení dříve uváděné nedostatečné zhutňování nevhodného (příliš propustného) materiálu použitého při budování tělesa hráze. Naopak za příčinu označila erozi v podloží hráze či na kontaktu hráze s podložím, a také erozi vlastní hráze a výpustní štoly. Hutnění materiálu sice nebylo úplně dokonalé, ale sedání hráze o 40 až 80 milimetrů nebylo pro hráz kritické. Ani propustnost (udávaná koeficientem filtrace hodnotou 10−6 metrů za sekundu) nepředstavovala problém.
Ze studie vyplývá, že skalní podklad se nacházel v poměrně velké hloubce pod základy hráze (minimálně 25 metrů). Prostor mezi hrází a touto skálou vyplňovaly aluviální náplavy a eluvia, jež se projevovaly velkou stlačitelností. V podélné ose údolí navíc probíhá tektonický zlom tvořený horninou mající horší vlastnosti než okolní masiv. To mohlo zapříčinit rozdílné sedání obou částí hráze oddělených tímto zlomem. Výpočty ukázaly, že sedání koruny hráze (o zhruba 300 milimetrů) zapříčinilo z téměř 80 % stlačení jejího podloží. Největší sedání proběhlo pod šoupátkovou věží stojící na výpustní štole a štola následkem toho popraskala. Tato skutečnost by neměla na protržení přehrady významnější vliv, pokud by tělesem hráze podél štoly neprosakovala voda. S ohledem na mocnost stlačujícího se podloží hráze prokázaly výpočty neúčinnost pilotového roštu, na němž byla štola založena, protože vinou přitížení od hráze sedal spolu s hrází i tento rošt. Nemohlo tudíž dojít k odlišnému sedání částí hráze a tím ke vzniku trhlin v jejím tělese, které by umožnily prosakování vody, jak se do té doby tvrdilo. Problematickým se tedy ukázalo prosakování vody propustným štěrkovým podložím hráze, jež bylo navíc velmi úzké, takže se voda rychle dostala z návodní strany hráze na vzdušní líc. Vlivem tohoto prosakování se již při nízkých hladinách vody v nádrži začala trhlinami v betonu dostávat do štoly voda. To vedlo k ještě výraznějšímu zkrácení průsakové dráhy vody. Projektantem navržené těsnění se tak ukázalo jako nedostatečné a dlouhodobě by pravděpodobně stejně tlak prosakující vody nevydrželo.
Studie také odmítá tezi, že k protržení hráze došlo postupným prosakováním vody tělesem hráze vlivem jeho nedostatečného zhutňování během výstavby. Jestliže by tomu tak skutečně bylo, pak by mělo docházet k postupnému plošnému zamokřování vzdušního líce především v jeho horních částech, což mělo způsobovat postupné sesouvání podmáčené zeminy vzdušního svahu, k čemuž ovšem ve skutečnosti nedocházelo. Příčinu havárie tak studie vidí v absenci dostatečného geotechnického průzkumu, což mělo za následek základní chyby v projektu neuvažujícím mocnost stlačované vrstvy pod základem hráze spolu s její nevhodnou propustností.

## Současnost

### Zimoviště netopýrů

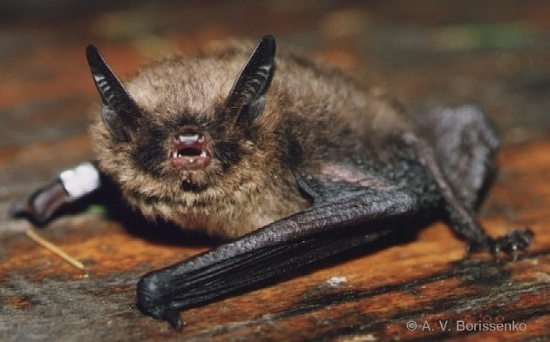
Jedinec netopýra Brandtova přezimoval v lokalitě mezi roky 1980 a 2009

Přepouštěcí štola mezi Soušskou a Protrženou přehradou na Bílé Desné je zimovištěm netopýrů. Ve stěnách štoly se vyskytují vedle hlubokých štěrbin či dutin také otvory po vrtacích tyčích dosahujících různé délky a průměru 3 až 4 centimetrů, které jedincům zajišťují bezpečný a vhodný úkryt. Po katastrofě nebyl kanál v provozu a proudila jím pouze průsaková voda. Mezi roky 1971 a 1973 probíhaly ve štole opravy, které do ní zaústily přívod vody ze vzdouvacího jezu, jenž se vystavěl nad zbytky tělesa hráze původní přehrady. Vody, které v případě potřeby štolou proudí, tak nadlepšují stav vody v Soušské přehradě.
V lokalitě bylo zjištěno celkem jedenáct druhů těchto savců. Nejhojnější z nich je netopýr vodní (Myotis daubentonii), dále netopýr velký (Myotis myotis), netopýr vousatý (Myotis mystacinus), netopýr ušatý (Plecotus auritus), netopýr severní (Eptesicus nilssonii) a netopýr řasnatý (Myotis nattereri). Vzácněji lze pozorovat netopýra Brandtova (Myotis brandtii), netopýra černého (Barbastella barbastellus), netopýra pestrého (Vespertilio murinus), netopýra velkouchého (Myotis bechsteinii) či netopýra pobřežního (Myotis dasycneme). Jedinci zde zimují i několik let. Nejdelší pobyt byl zaznamenán u jedince netopýra Brandtova, který na této lokalitě strávil více než 29 let. Vzhledem k tomu, že jsou netopýři zákonem chráněni, není do štoly dovolen přístup.

### Turismus
Přehrada byla po svém protržení vyhledávanou atrakcí, ke které chodili na výlety turisté. U její paty proto roku 1917 vznikla Krömerova bouda, která však byla po roce 1945 vypálena.
Místem prochází žlutá turistická značka, na které je rozcestník turistických tras pojmenovaný „Protržená přehrada“. Je tudy také vedena naučná stezka zbudovaná při osmdesátém výročí protržení v roce 1996. Je dlouhá 1 kilometr a je na ní zřízeno celkem šest zastavení osazených informačními panely obsahujícími základní informace o katastrofě doplněnými dobovými fotografiemi. Pro zájemce je dostupná také turistická známka (číslo 1694) s motivem Protržené přehrady. V březnu roku 2005 došlo poblíž hráze k umístění geocache označené GCQE9B a pojmenované „Protrzena prehrada“.
U příležitosti stého výročí katastrofy (v roce 2016) bylo v plánu místo zvelebit a udělat z něj důstojnou připomínku neštěstí. Skupina místních nadšenců ve spolupráci se starosty okolních obcí a společnostmi Lesy České republiky a Povodí Labe chtěli vykácet stromy rostoucí na torzu hráze, opravit informační tabule, naučnou stezku i chodníky ze smrkových kulatin. Uvažovali také o vybudování mostku přes Bílou Desnou a o postavení objektu s občerstvením. Finanční náklady na úpravu lokality se měly podle odhadů z roku 2013 pohybovat mezi třemi a pěti miliony korun. S plánovanými úpravami se započalo během jara roku 2014, kdy dřevorubci vykáceli přibližně tři sta smrků, které v okolí původní přehrady rostly a zakrývaly tak pohled na její dochované torzo. Spolu s tím došlo k výstavbě nového mostku přes Bílou Desnou a k vybudování pětikilometrové naučné stezky z Desné až k přehradě, která začíná téměř čtyřmetrovou zvonicí vytvořenou z kmene stromu řezbářem Lukášem Rókou ze Smržovky, do níž je vsazen zvon od uměleckého kováře Jaroslava Zívala. Současně s tím se plánovala obnova zchátralých informačních tabulí na naučné stezce kolem přehrady. Dne 22. června 2015 byla otevřena útulna v místech, kde dříve stávala Krömerova bouda. Zbudován byl i památník všem obětem neštěstí, jehož podobu navrhli studenti spolu se svými učiteli ze Střední uměleckoprůmyslové školy v Jablonci nad Nisou. Ti také k výročí připravili pamětní medaili, jíž bylo vyrobeno 200 kusů. V roce 2015 Jaroslav Zeman, starosta Albrechtic v Jizerských horách, do jejichž katastru torzo přehrady patří, odhadoval její návštěvnost na třicet až padesát tisíc turistů ročně.
Z obcí Albrechtice a Desná vedou k Protržené přehradě dvě shodně dlouhé cesty. Od roku 2016 je doplňuje dvanáct dřevěných soch z několika ročníků Dřevosochání v Desné. Cestám je věnovalo sedm dárců, kteří sochy při akci vydražili. Výtěžek byl použit na úpravy okolí někdejší přehrady. První cestu, jež stoupá z Albrechtic severním směrem k Mariánskohorským boudám, lemují sochy nazvané Smírčí kříž, Kapr z Protržené přehrady, Skřítek od Protržené přehrady, Páv z Krömerovy boudy nebo Zjevení z Protržené přehrady. Druhou cestu vedoucí z Desné lemují sochy pojmenované Židle hrázného, Ryba na suchu, Ruka tonoucího či Úprk. K přístupovým cestám byly sochy umístěny při úpravách okolí přehrady při příležitosti stého výročí jejího protržení (2016). V témže roce současně pracovníci Výzkumného ústavu vodohospodářského T. G. Masaryka zpracovali stokrát zmenšený model přehrady na Bílé Desné ještě před jejím protržením.
O rok později, při 101. výročí události, se uskutečnil Pochod proti proudu, jenž na místo katastrofy přivedl poutníky z různých míst Jizerských hor a jejich podhůří. Měl tři trasy, a sice z Albrechtic v Jizerských horách, z Desné a od turistické chaty Smědava. V závěru pochodu pak u torza nádrže vedl vojenský kaplan Petr Šabaka vzpomínkovou bohoslužbu. Autoři turistické akce, starostové Albrechtic Jaroslav Zeman a Frýdlantu Dan Ramzer, takto chtěli navázat a postupně utužovat přátelství mezi jinak obtížně dostupnými místy z různých stran hor.

## Odraz vkultuře
Roku 2018 vydal Zdeněk Svěrák knihu Strážce nádrže. Při jejím psaní se nechal inspirovat osudem dvou jizerskohorských přehrad, Přehrady Desná a Souš, jež ale ve svém díle pojmenoval Magda a Hedvika. Knihu Svěrák koncipoval jako dopisy správce neprotržené přehrady Jiřího Smrčky, který střeží existující vodní dílo, aby jej nepotkal osud druhé přehrady. Jednotlivá psaní Smrčka adresuje svému nadřízenému, řediteli povodí.